# Pietro Blaserna
Pietro Blaserna (Fiumicello, 22 de Fevereiro de 1836 — Roma, 26 de Fevereiro de 1918) foi um matemático e físico italiano.
Professor universitário e reitor da Universidade La Sapienza, foi membro do Senado italiano (Senatore del Regno d'Italia).

## Biografia
Pietro Blaserna nasceu em Fiumicello, perto de Aquileja, Gorizia, então parte do Império Austro-Húngaro, filho de Matteo Blaserna, engenheiro hidráulico, e de Caterina Dietrich, de nacionalidade alemã.
Concluiu os estudos liceais no Liceo Classico de Gorizia, ingressando de seguida na Universidade de Viena, onde estudou física e matemática. Entre 1856 e 1859 permaneceu na Universidade de Viena como assistente de Andreas von Ettinghausen, sendo colega de Viktor von Lang.
Depois de ter completado os seus estudos na Universidade de Viena partiu para Paris, onde na Universidade de Paris (Sorbonne) estudou física experimental sob a orientação de Henri Victor Regnault.
Em 1862 foi nomeado instrutor (incaricato) de física no Istituto Superiore di Firenze, em Florença. No ano seguinte (1863) foi nomeado professor de Física na Università di Palermo, onde trabalhou com Adolf Lieben. 
Em 1872 transferiu-se para Roma, sendo nomeado professor da cadeira de Física Experimental da Università "La Sapienza". Nesse mesmo ano de 1872 fundou em Roma a Escola Prática de Física (Scuola Pratica di Fisica), iniciando naquela universidade o ensino prático da física. Entre 1873 e 1918, ano em que faleceu, foi director do Instituto de Física de Roma.
Em 1873 foi eleito sócio da Accademia dei Lincei, instituição a que presidiu de 1904 a 1916.
Foi reitor da Università "La Sapienza" no período de 1874 a 1876, cargo no qual foi precedido por Giuseppe Battaglini e sucedido por Gaetano Valeri.
Em 1879 foi nomeado presidente do Consiglio di Meteorologia e Geodinamica, cargo que exerceu até 1907.
Em 1890 foi nomeado membro do Senado (Senato del Regno) da monarquia liberal italiana (Senatore del Regno d'Italia) para a XVII Legislatura. Em 1906 foi nomeado vice-presidente do Senato.
Em 1891 fundou em Roma o Círculo da Física. Foi co-fundador de Sociedade Italiana de Espectroscopia e secretário-geral do Comité Internacional de Pesos e Medidas de 1904 a 1918.
Blaserna dedicou-se à investigação em áreas tão diversas como a indução, o índice de refracção dos álcoois, o calor, a cinética dos gases e a acústica. Para além de temas da física experimental, dedicou-se a questões de matemática: em 1908 presidiu ao Congresso Internacional dos Matemáticos realizado em Roma e dedicou-se à análise de funções transcendentes.
Foi sócio da Academia de Bolonha e membro honorário da Academia Romena.
Pietro Blaserna faleceu em Roma no ano de 1918.

## Obras principais
- Sullo sviluppo e la durata delle correnti d'induzione e delle extracorrenti Palermo 1870
- Sullo spostamento delle linee dello spettro Palermo 1870
- Sulla polarizzazione della corona solare Palermo 1870
- Sul modo di dirigere i palloni aerostatici Torino 1872
- La teoria dinamica del calore Palermo 1872
- Teoria del suono nei suoi rapporti con la musica Milano 1875
- Lezioni sulla teoria cinetica dei gas Roma 1882